# Reichard del Palatinado-Simmern-Sponheim
El duque Reichard del Palatinado-Simmern-Sponheim (Simmern, 25 de julio de 1521 - Ravengiersburg, 13 o 14 de enero de 1598, enterrado en la iglesia de San Esteban en Simmern), era un hermano menor del elector Federico III del Palatinado (1515-1576) y gobernó en la segunda mitad de su vida su propio pequeño territorio, el Ducado de Simmern, una línea secundaria del electorado del Palatinado.
Su nombre existe en diferentes grafías: Reichard (t), Richard (t) etc. El elegido aquí es el más común en la historiografía actual.

## Primeros años de vida
Reichard era hijo del duque Juan II del Palatinado-Zimmern (1492-1557) y su esposa, la margrave Beatriz de Baden (1492-1535), hija del margrave Cristóbal I de Baden (1453-1527) y Otilia de Katzenelnbogen (1451-1517).

## Dignidad eclesiástica
Inicialmente, Reichard estaba destinado a una carrera espiritual. Ya en 1528, a la edad de siete años, lo que no era raro en ese momento, estaba junto a sus hermanos Federico III y Jorge matriculados en la Universidad Vieja de Colonia (Universitas Studii Coloniensis). A continuación, se realizan visitas de estudio a las universidades de Orleans y Lovaina. En el curso de su carrera espiritual tuvo numerosas prebendas:
- 1528-1558 canónigo en la catedral de Colonia.
- 1528-1568 canónico, desde 1552 posición de preboste, en la catedral de Estrasburgo.
- 1540-1562 canónica, desde 1559 posición de preboste en la catedral de Mainz.
- 1540-1545 canónigo en la catedral de Bamberg.
- 1545-1555 canónico a San Gereón (Colonia).
- 1551-1553 y nuevamente en 1560 canónico a San Victor (Mainz), 1560 también de preboste allí.
- 1560-1571 administrador de la abadía de Waldsassen, sucesor de Heinrich Rudolf von Weeze.

Durante este tiempo, Reichard se postuló tres veces como obispo:
1. 1553 en la diócesis de Espira.
2. 1555 en la diócesis de Mainz.
3. 1569 en la diócesis de Estrasburgo.

Falló en los tres casos: por un lado, no era lo suficientemente católico para los católicos, por otro lado, no tenía el potencial financiero para comprar tal posición. Después de la derrota en Estrasburgo, abandonó su carrera eclesiástica exasperado y se volvió laico, lo que le resultó más fácil cuando había heredado el ducado del Palatinado-Simmern por la misma época. En última instancia, su desarrollo personal lo llevó a defender el luteranismo, tanto contra el lado católico como contra el lado reformado. Como administrador de Waldsassen, triunfó en gran medida contra su hermano mayor, el elector Federico III. Pero fue derrotado en Waldsassen cuando abandonó el monasterio, principalmente por razones económicas, y su hermano mayor secularizó el monasterio en 1571.

## Gobernante en Simmern

### Política
En 1569, Reichard heredó el ducado de Simmern, que hasta entonces había sido gobernado por su difunto hermano mayor, Jorge, como rama secundaria de la familia Electoral del Palatinado. El territorio que asumió era comparativamente pequeño. En su tamaño correspondía a una oficina intermedia en el Palatinado Electoral. Esto puso al duque Reichard bajo una presión económica considerable, por lo que ahora era más indulgente con su hermano mayor, el elector Federico III, aunque no en la cuestión de la religión. La toma de posesión del Ducado de Simmern resultó relativamente sin problemas, a pesar de las disputas anteriores sobre la administración de la Abadía de Waldsassen. Las diferencias denominacionales se desvanecieron en un segundo plano y en 1571 era posible equilibrar las reclamaciones mutuas: El duque Reichard abandonó la administración de la abadía de Waldsassen en favor del elector, quien le proporcionó una suma anual y se hizo cargo de sus deudas acumuladas. Pero ya en 1578, el duque tuvo que ser excusado nuevamente del Palatinado en el período previo a su segunda boda debido a las nuevas deudas acumuladas. Religiosamente, Reichard siguió siendo luterano, aunque de forma moderada, también con respecto a su principal fuente de dinero, el Palatinado Electoral reformado.
El reinado del pequeño ducado de Simmern se caracterizó en general por su debilidad económica y el excesivo mantenimiento de la corte y una política de Reichard que no controló la precaria situación. El resultado fue un declive en la economía, las finanzas y la acuñación, y solo la asunción periódica de las deudas del duque por parte del Palatinado evitó la quiebra. Al final de su vida, Reichard estaba prácticamente bajo la tutela del Palatinado Electoral, que también quería evitar que los acreedores de Ricardo tuvieran acceso incontrolado a las donaciones que el Palatinado Electoral pagaba a Reichard.

### Matrimonios y descendencia
El duque Reichard se casó tres veces:
1. El 30 de julio de 1569,[1] con la condesa Juliana de Wied (* 1545, † 30 de abril de 1575, enterrada en la iglesia de San Esteban en Simmern). Este matrimonio resultó con cuatro hijos, ninguno de los cuales alcanzó la edad adulta. Juliana murió al dar a luz a su cuarto hijo.
2. El 29 de mayo de 1578[2] con la duquesa Emilie de Württemberg (nacida el 19 de agosto de 1550 en Mömpelgard; † el 4 de abril de 1589[3] en Simmern, enterrada allí en la iglesia de San Esteban). No hubo hijos de este matrimonio.
3. El 14 de diciembre de 1589, con la condesa palatina Ana Margarita del Palatinado-Veldenz, de 18 años (17 de enero de 1571-1 de noviembre de 1621), era hija del Duque de Veldenz Jorge Juan. Tampoco hubo más hijos de este matrimonio.

### Intentos de influencia política

#### Bajo Luis VI
La muerte del elector reformado Federico III. También supuso un cambio de denominación para el Palatinado Electoral: su sucesor, Luis VI quien gobernó hasta 1583 fue luterano. El duque Reichard logró así una posición destacada como asesor del nuevo elector, que utilizó para ayudar al luteranismo a recuperar su gran avance en el Palatinado Electoral. Al hacerlo, sin embargo, enajenó masivamente al Conde Palatino reformado Juan Casimiro, un hermano menor de Luis VI.

#### Juan Casimiro
Pero en 1583 Juan Casimiro se convirtió en regente de Federico IV. Con esto, Reichard fue nuevamente despojado de su influencia política. Se comportó con calma hacia el nuevo reinado, lo que obligó a su pupilo a volver a la denominación reformada, porque dependía económicamente de ella. Y eso incluso contra la intervención de los co-guardianes luteranos, Federico III, Juan Casimiro había sido asignado al duque Luis de Wurtemberg, al margrave Jorge Federico I de Ansbach y al Landgrave Luis IV de Hesse-Marburgo. Reichard tampoco tenía interés en fortalecer la influencia de potencias extranjeras en el Palatinado Electoral, porque el siguiente, después de Juan Casimiro, fue nombrado tutor Agnat era él mismo.

#### Disputa de tutela de Hanau
El conde Felipe Luis II de Hanau-Münzenberg sucedió a su padre fallecido en 1580, ya que todavía era menor de edad, aunque bajo la tutela que inicialmente le proporcionó el conde reformado Juan VI, el mayor de Nassau-Dillenburg (1536-1606), el conde Luis I den Sayn-Wittgenstein (1568-1607) y el conde luterano Felipe IV de Hanau-Lichtenberg (1514-1590). Felipe IV de Hanau-Lichtenberg, era muy anciano para la época, fue reemplazado en 1585 como tutor por su hijo, el conde Felipe V de Hanau-Lichtenberg (1541-1599).
Ya en 1581, la condesa  madre Magdalena de Waldeck (1558-1599), se casó con el conde Juan VII Nassau-Siegen (1561-1623), hijo de uno de los tutores. Esto llevó al conde Felipe Luis II y a su hermano menor, el conde Alberto, al Nassau-Dillenburger Hof. Este fue un centro de la fe reformada en Alemania y estrechamente conectado con la también reformada corte electoral del Palatinado.
El co-guardián (luterano) Felipe IV, más tarde su hijo Felipe V von Hanau-Lichtenberg, se opuso vehementemente a esta influencia reformada, aunque finalmente en vano. Felipe V trató de poner al luterano Duque Reichard en la tutela para fortalecer el peso de los luteranos allí y crear una oportunidad para retirar a los dos jóvenes condes de Hanau de la influencia reformada. A pesar de un mandato correspondiente del Tribunal de la Sala del Reich, esto no tuvo éxito: la mayoría reformada de los tutores utilizó amenazas de violencia, contrariamente al mandato del Tribunal de la Sala del Reich, para evitar que los súbditos de Hanau rindieran homenaje hacia Reichard. Por el contrario, el partido reformado logró instalar al conde palatino reformado y al administrador de Kura, Juan Casimiro, como "Obervormund" - una posición puramente honoraria - y así fortaleció aún más la posición reformada dentro de la tutela.
También en otros aspectos Reichard actuó más en el círculo de los condes. Eso se debió al diminuto tamaño de su ducado. Probablemente también estaba muy cerca del conde luterano Felipe IV de Hanau-Lichtenberg y medió en el delicado asunto de la disputa de propiedad entre él y el exmarido de su hija divorciada, Juana de Hanau-Lichtenberg.
Por otro lado, Reichard también fue 1585-1595, junto con el obispo de Worms, director del Imperio del Alto Rin.

#### Disputa de la administración del Palatinado

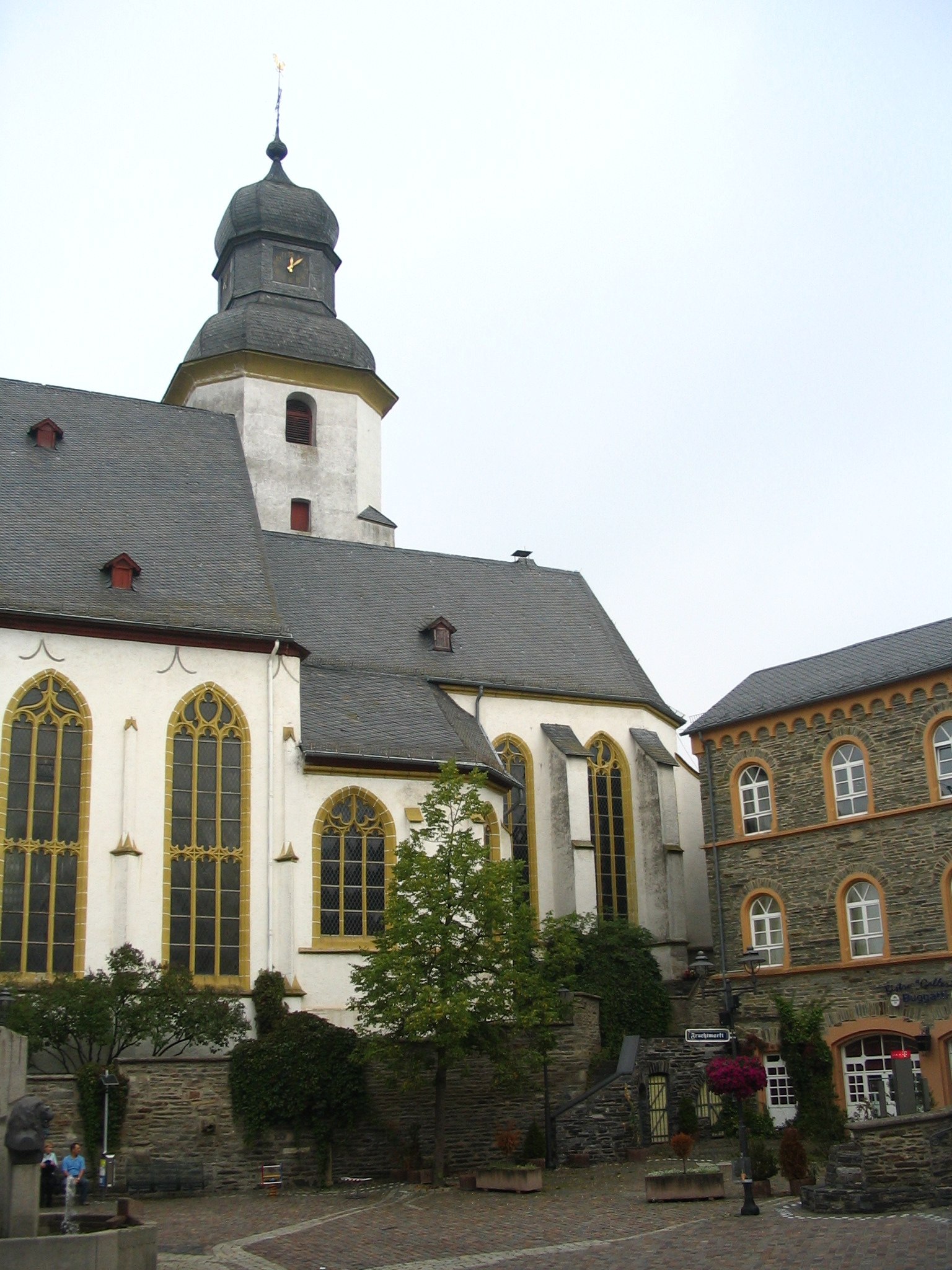
Iglesia de San Esteban y el Mercado de fruta.

Juan Casimiro murió en 1592, unas semanas antes de que su pupilo cumpliera 18 años. El gobierno del elector Federico IV fue controlado y determinado por consejeros de la corte estrictamente reformados mucho más allá del final de su edad adulta, quienes estuvieron en estrecho contacto con las familias nobles predominantemente calvinistas organizadas en el Wetterau Imperial Counts College. Inmediatamente surgió una violenta disputa sobre la continuación de la tutela entre el tribunal reformado de Heidelberg y el luterano duque Reichard, la disputa de la administración del Palatinado. Al final, Reichard fue derrotado en los dos años de conflicto, ya que dependía económicamente de los pagos de Heidelberg por un lado y del primero de una serie de pagos por el otro en 1594. Sufrió accidentes cerebrovasculares, apenas podía hablar y solo podía actuar de forma muy limitada. Al final de la disputa consiguió que el Palatinado volviera a hacerse cargo de sus deudas, pero en cambio sus gastos ahora estaban controlados por el Heidelberger Hof, por lo que quedó prácticamente incapacitado, lo que fue muy humillante para él.

## Fallecimiento
El duque Reichard murió en la noche del 13 al 14 de enero de 1598. Su intento de establecer el credo luterano en el ducado de Simmern más allá de su muerte fracasó debido a la negativa del Palatinado Electoral, que era su heredero, a aceptarlo.
Reichard fue enterrado el 7 de febrero de 1598. Mientras aún vivía, Reichard mandó erigir una tumba monumental en la iglesia de San Esteban, el escultor Johann von Trarbach, alcalde de la ciudad de Simmern, estuvo al menos involucrado, si no su creador.